# 지토세역 (홋카이도)
지토세역(일본어: 千歳駅)은 일본 홋카이도 지토세시에 위치하는 홋카이도 여객철도 지토세 선의 철도역이며, 섬식 승강장 2면 4선의 구조를 갖춘 지상역이다.

## 타는 곳
| 1 | ■ 지토세 선 | 상행 | 쾌속        | 신치토세쿠코 방면                                             |
| 1 | ■ 지토세 선 | 상행 | 특급 · 급행 | 도마코마이 · 히가시무로란 · 무로란 · 하코다테 · 아오모리 방면 |
| 2 | ■ 지토세 선 | 상행 | 보통        | 신치토세쿠코 · 도마코마이 방면                                |
| 2 | ■ 지토세 선 | 하행 | 보통        | 삿포로 · 데이네 · 오타루 방면                                 |
| 2 | ■ 세키쇼 선 |      | 보통        | 오이와케 · 신유바리 · 유바리 방면                             |
| 3 | ■ 지토세 선 | 상행 | 보통        | 신치토세쿠코 · 도마코마이 방면                                |
| 3 | ■ 지토세 선 | 하행 | 보통        | 삿포로 · 데이네 · 오타루 방면                                 |
| 3 | ■ 세키쇼 선 |      | 보통        | 오이와케 · 신유바리 · 유바리 방면                             |
| 4 | ■ 지토세 선 | 하행 | 쾌속        | 삿포로 · 데이네 · 오타루 · 아사히카와 방면                    |
| 4 | ■ 지토세 선 | 하행 | 특급 · 급행 | 삿포로 방면                                                   |

## 이용 현황
| 연도     | 1일 평균 | 연도     | 1일 평균 |
| 2003년도 | 6,880    | 2009년도 | 7,770    |
| 2004년도 | 7,040    | 2010년도 | 7,840    |
| 2005년도 | 7,270    | 2011년도 | 8,060    |
| 2006년도 | 7,390    | 2012년도 | 8,254    |
| 2007년도 | 7,490    | 2013년도 | 8,396    |
| 2008년도 | 7,770    | 2014년도 | 8,531    |
| -------- | -------- | -------- | -------- |

## 역 주변
- 아오바 공원
- 지토세 시청
- 지토세 시 소방본부
- 지토세 에어포트 호텔
- 호텔 에리어 원 지토세

## 인접 역
| 홋카이도 여객철도 ■ 치토세 선   | 홋카이도 여객철도 ■ 치토세 선 | 홋카이도 여객철도 ■ 치토세 선               |
| ------------------------------- | ----------------------------- | ------------------------------------------- |
| H05 신 삿포로 삿포로 방면       | 특급 "스즈란"                 | H14 미나미치토세 무로란 방면                |
| H10 에니와 삿포로 · 오타루 방면 | ● 쾌속 "에어포트"             | H14 미나미치토세 신치토세 공항 방면         |
| H12 오사쓰 삿포로 · 오타루 방면 | ● 보통                        | H14 미나미치토세 도마코마이 · 신유바리 방면 |